# BYD Qin
BYD Qin – samochód osobowy klasy kompaktowej produkowany pod chińską marką BYD w latach 2013–2022.

## Historia i opis modelu

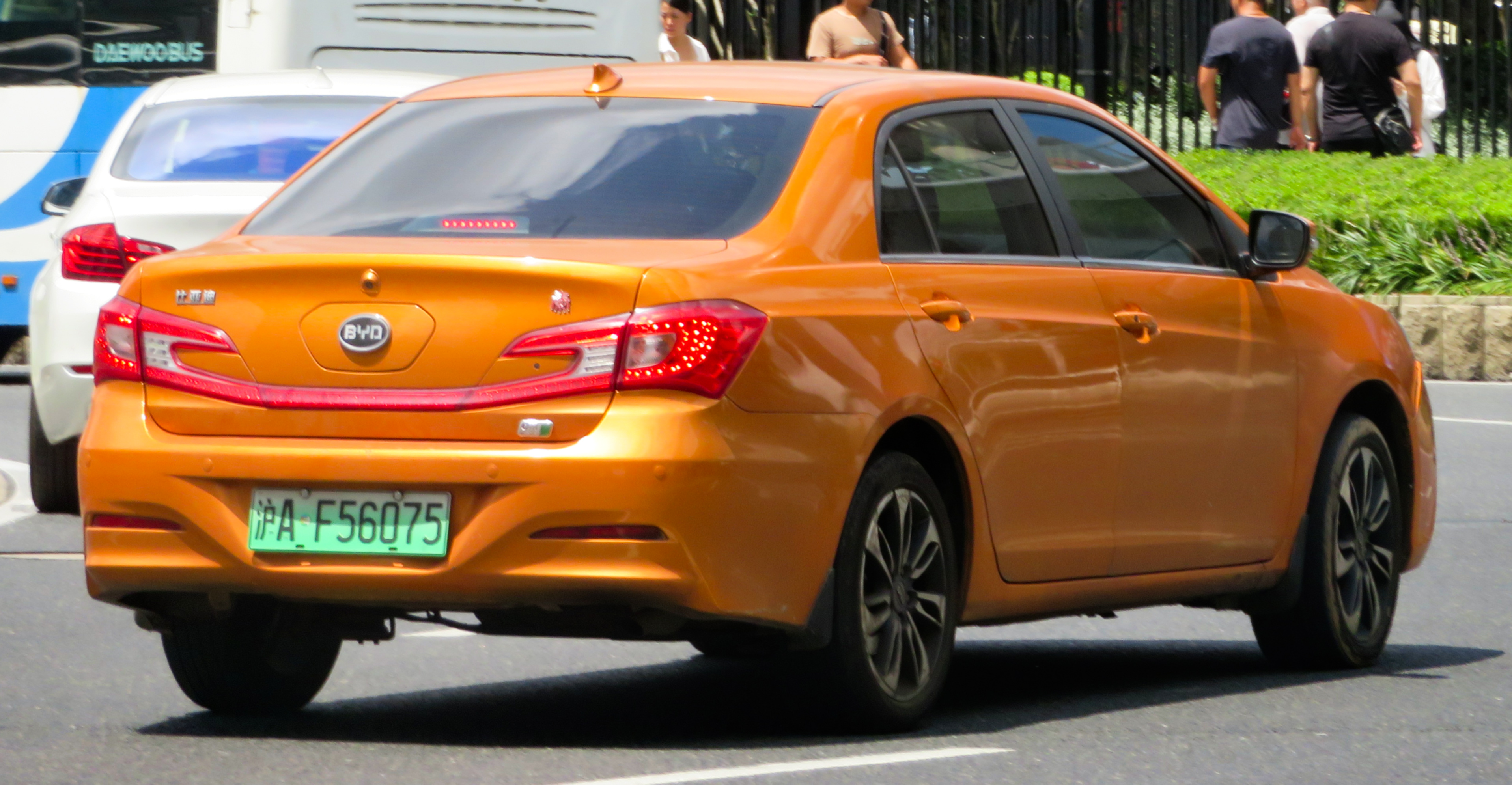
BYD Qin – tył

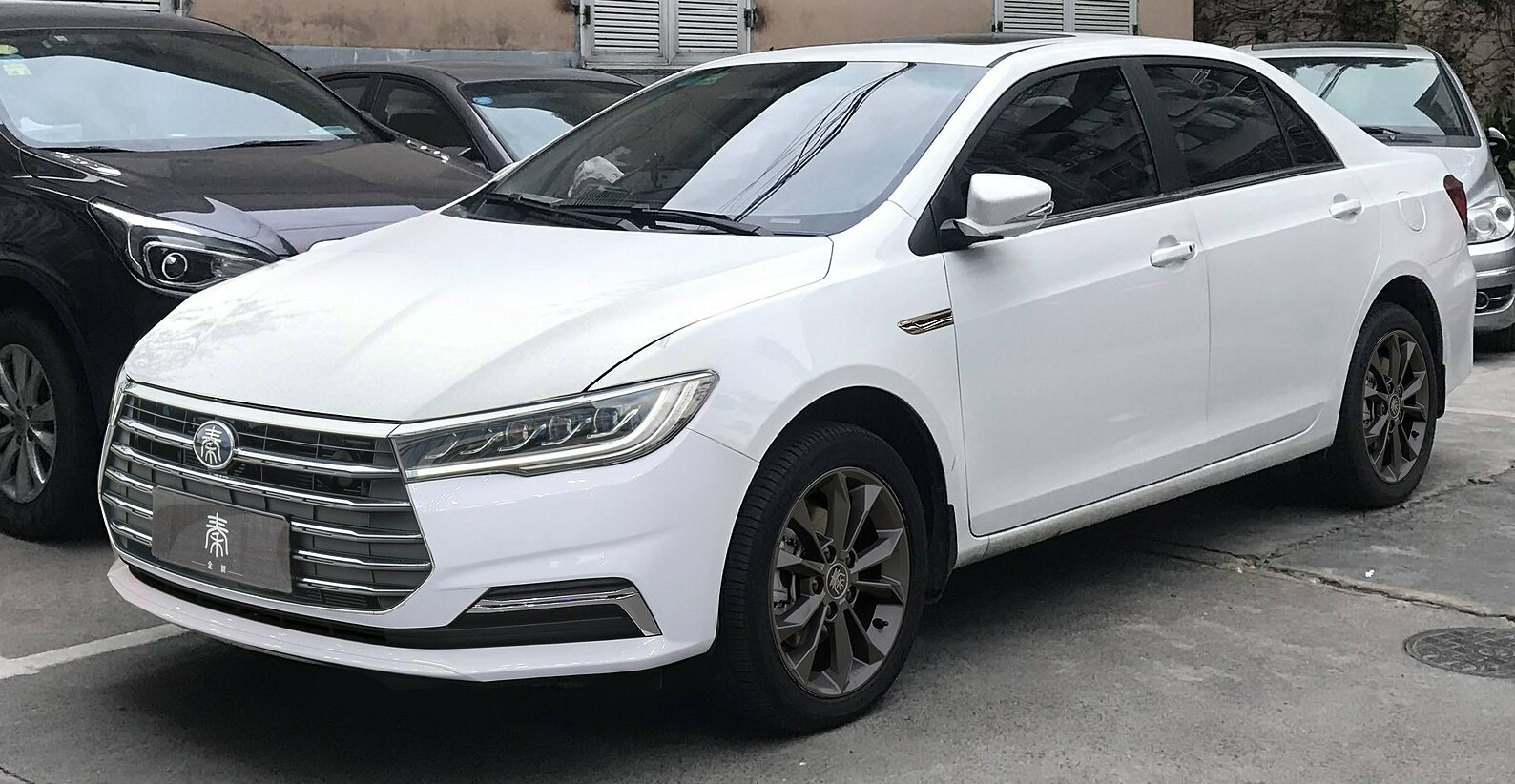
BYD Qin po drugim liftingu

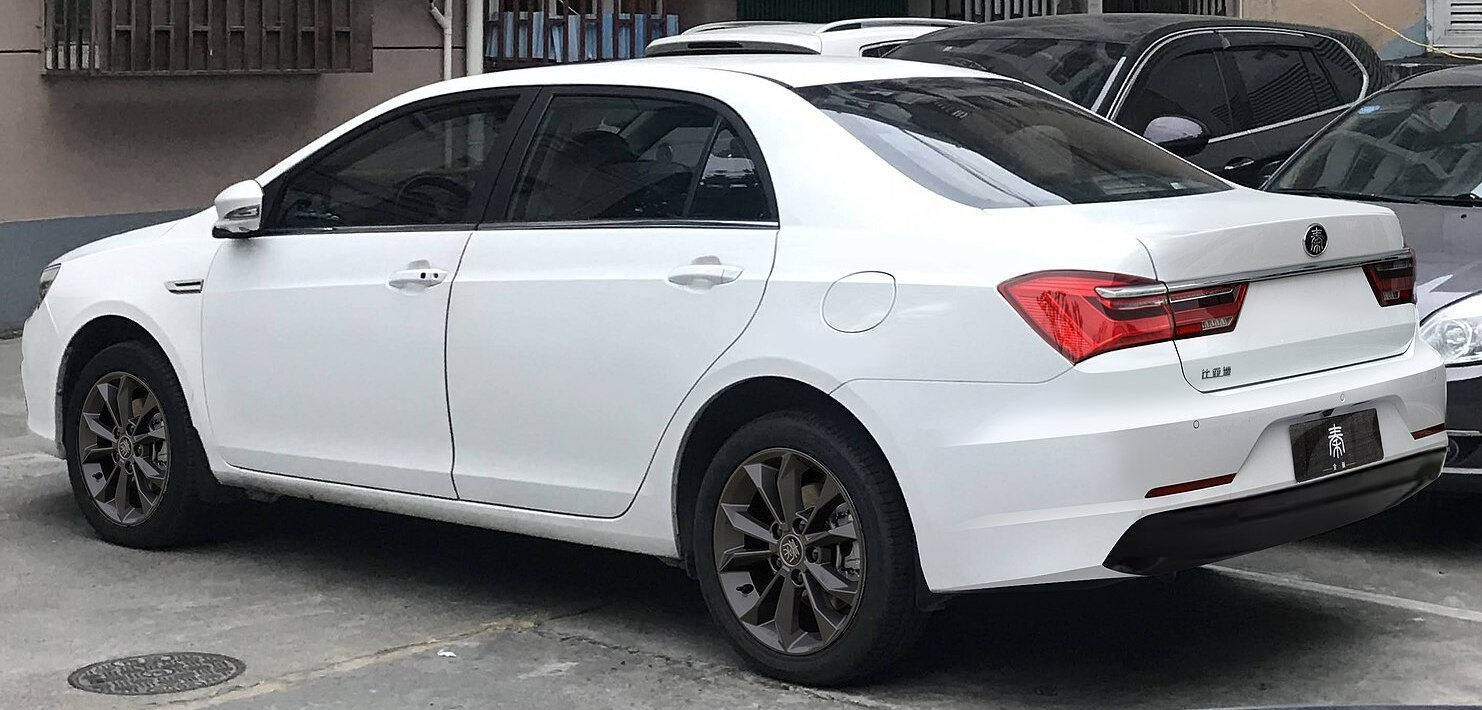
BYD Qin – tył po drugim liftingu

Podczas wystawy samochodowej w Szanghaju w kwietniu 2013 roku BYD przedstawił kolejny model z rodziny kompaktowych sedanów opartych na modelu Surui. Nazwa pojazdu, Qin, nawiązuje do Dynastii Qin, pierwszej rodziny królewskiej zjednoczonego Cesarstwa Chin.
BYD Qin uzupełnił ofertę jako wyżej pozycjonowany pojazd o bardziej awangardowej stylizacji nadwozia, charakteryzujący się hybrydowym napędem z linii modeli o sufiksie DM, czyli Dual Mode, zastępując dotychczasowego hybrydowego sedana F3 DM. W momencie debiutu był to najbardziej zaawansowany technicznie model marki BYD.
Pod kątem stylistycznym samochód zyskał awangardową stylistykę, z agresywnie ukształtowanymi reflektorami oraz trapezoidalnym kształtem wlotu powietrza. Tylne lampy połączył charakterystyczny, odblaskowy pas będący jednocześnie listwą klapy bagażnika. W kabinie pasażerskiej wygospodarowano z kolei miejsce na dwa kolorowe wyświetlacze – zegarów i systemu multimedialnego.

### Restylizacje
W czerwcu 2016 roku BYD Qin przeszedł modernizację, która ograniczyła się do kosmetycznych zmian w chromowanych listwach umieszczonych między reflektorami. Obszerniejsze modyfikacje przeszła kabina pasażerska, gdzie zastosowano nowy, bardziej kanciasty projekt deski rozdzielczej z 17-calowym wyświetlaczem dotykowym systemu multimedialnego.
W marcu 2019 BYD Qin przeszedł drugą, znacznie obszerniejszą restylizację nadwozia, w ramach której pojazd został upodobniony do awangardowo stylizowanej gamy nowych modeli z serii Dragon Face. Podobnie do wyżej pozycjonowanego Qin Pro, przód przyozdobił duży trapezoidalny wlot powietrza i nisko osadzone reflektory, a z tyłu pojawiły się dwuczęściowe lampy bez odblaskowej listwy.

### Dane techniczne
BYD Qin napędzany jest spalinowo-elektrycznym układem hybrydowym typu plug-in, umożliwiając ładowanie baterii z gniazdka i pokonywać w trybie elektrycznym do ok. 50 kilometrów na jednym ładowaniu. Turbodoładowany silnik benzynowy o pojemności 1,5 litra został połączony z elektrycznym, 150-konnym i 6-biegową, dwusprzęgłową przekładnią automatyczną, razem rozwijając łącznie 304 KM mocy.

### Qin EV

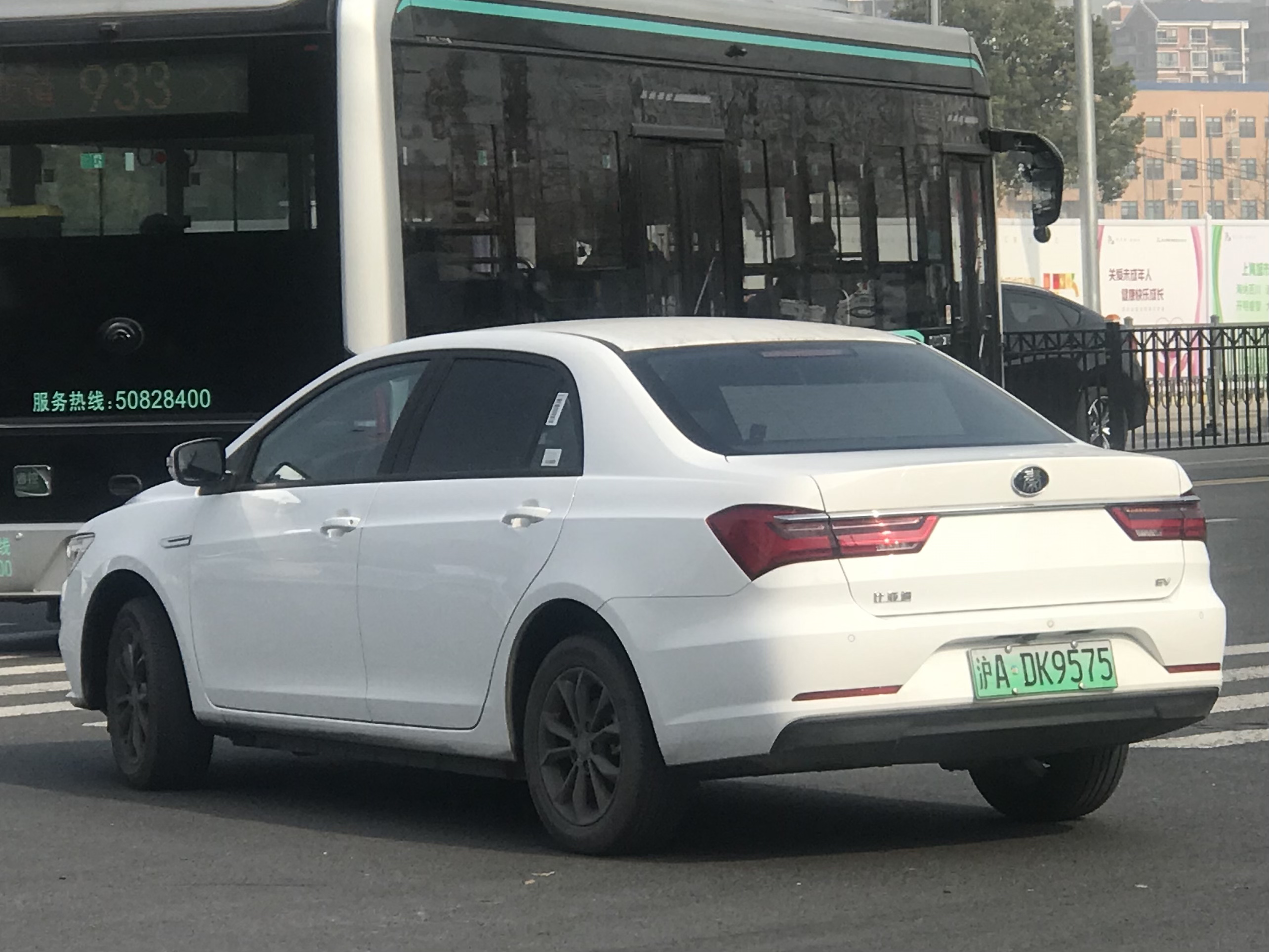
BYD Qin EV – tył po liftingu

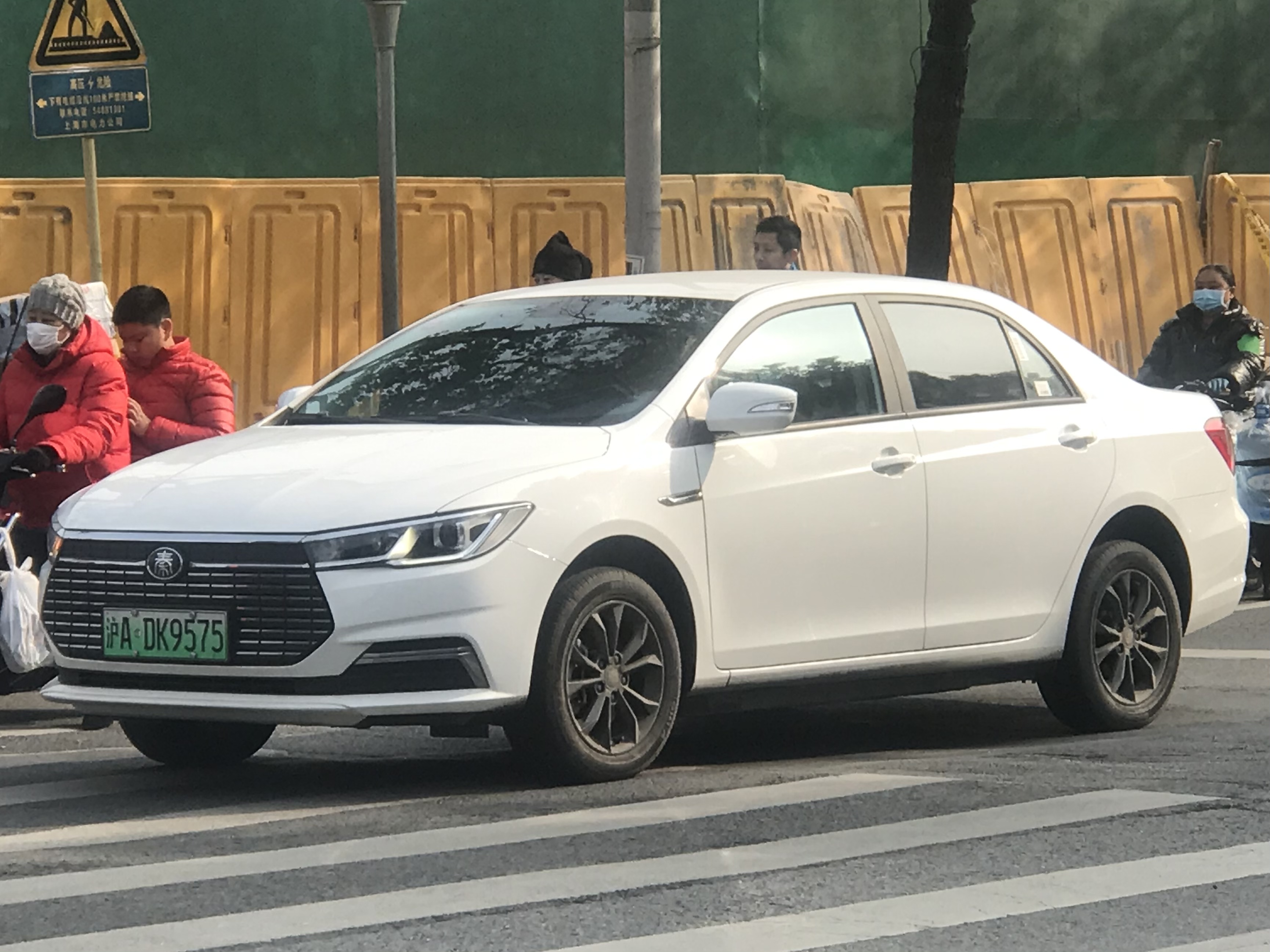
BYD Qin EV po liftingu

BYD Qin EV został zaprezentowany po raz pierwszy w 2016 roku.
Trzy lata po debiucie hybrydowego Qina, BYD zdecydował się poszerzyć ofertę o w pełni elektryczny wariant EV300. Pod kątem wizualnym producent zdecydował się na kosmetyczne różnice wizualne, nadając listwie między reflektorami inną barwę i zastępując atrapę chłodnicy plastikową osłoną. Pozostałe elementy stylizacji pozostały identyczne względem hybrydowego wariantu linii modelowej Qin.
Port do ładowania układu elektrycznego pojazdu umieszczono między reflektorami, pod masywną klapą uchylaną do góry w kształcie trapezu. Producent zdecydował się na dwa gniazda: mniejsze umieszczone po lewej o napięciu 220 V umożliwia ładowanie w zwykłym tempie, za to większe zamontowane sąsiednio pozwala na tryb szybkiego ładowania o napięciu do 380 V.

### Lifting
Podobnie jak hybrydowy Qin, także i elektryczny wariant w 2019 roku przeszedł gruntowną restylizację nadwozia, w ramach której wygląd pasa przedniego został utrzymany w nurcie stylistycznym Dragon Face. Przy okazji, producent zdecydował się uprościć nazwę gamy elektrycznej do po prostu Qin EV.

### Dane techniczne
BYD Qin EV trafił do sprzedaży z elektrycznym układem napędowym, który tworzy silnik elektryczny o mocy 163 KM oraz bateria o pojemności 56,4 kWh. W ten sposób pojazd osiąga maksymalnie 420 kilometrów na jednym ładowaniu, a maksymalny moment obrotowy równa się 280 Nm.
Model po restylizacji z 2019 roku napędza 136-konny silnik elektryczny, który pozwala osiągnąć 100 km/h w 12 sekund i rozwinąć maksymalnie 150 km/h. Zasięg zmodernizowanego Qina EV wynosi na jednym ładowaniu od 400 do 421 kilometrów, w zależności od stylu jazdy.